# Гощицкий, Борис Николаевич
Бори́с Никола́евич Гощицкий (2 февраля 1931, Киев — 10 июля 2019, Екатеринбург) — советский и российский физик, специалист в области радиационной физики твёрдого тела и нейтронных исследований вещества, член-корреспондент РАН (2000), лауреат премии имени А. Г. Столетова

## Биография
Родился 2 февраля 1931 года в Киеве.
В 1955 году окончил физико-технический факультет Уральского политехнического института.
С 1955 по 1965 годы — работа в отраслевом НИИ Минсредмаша СССР, где занимался изучением процессов разделения изотопов газодиффузионным методом. По результатам этих исследований в 1961 году защитил кандидатскую диссертацию.
С 1965 года — работа в Институте физики металлов УрО РАН, пройдя последовательно должности старшего научного сотрудника, заведующего лабораторией радиационной физики и нейтронной спектроскопии, заведующего отделом работ на атомном реакторе.
В 1981 году — защита докторской диссертации, а в 1988 году — присвоено ученое звание профессора.
В 2000 году — был избран членом-корреспондентом РАН.
Скончался 10 июля 2019 года в Екатеринбурге. Похоронен на Широкореченском кладбище.

### Научная деятельность
Создатель нового научного направления по изучению фундаментальных физических свойств упорядоченных кристаллов методами радиационного разупорядочения.
Обнаружил новое физическое явление — универсальную зависимость температуры фазового перехода второго рода от концентрации новой разупорядоченной фазы. Им предложен и внедрен в практику научных исследований уникальный физически «чистый» метод изучения электронных состояний в кристаллах — радиационное разупорядочение без изменения стехиометрического состава и макрооднородности образцов.
Один из первых исследователей в СССР высокотемпературной сверхпроводимости. Под его руководством в чрезвычайно короткие сроки после появления зарубежных сообщений на эту тему были синтезированы одни из первых в стране новые сверхпроводники и начаты всесторонние исследования их фундаментальных физических свойств в ряде институтов СССР.
Гощицкий совместно с сотрудниками впервые обнаружил в высокотемпературных сверхпроводниках экспоненциальную зависимость электросопротивления от концентрации радиационных дефектов атомного масштаба и исчезновение сверхпроводимости в орторомбической фазе в присутствии таких дефектов. Исследования, которые он провел, выявили характерные особенности новых материалов, имеющие принципиальное значение для построения теории ВТСП.
Один из создателей исследовательского атомного центра на Урале. Под его руководством на атомном реакторе ИВВ-2М создан комплекс, который позволяет проводить облучения быстрыми нейтронами и гамма-квантами различных материалов в интервале температур 80-1000К при разных внешних условиях, а также изучать атомную и магнитную структуру конденсированных сред методами рассеяния тепловых нейтронов в интервале 2-1500К.
При его непосредственном участии и под его руководством разработаны, изготовлены и эксплуатируются такие уникальные установки, как единственный в СНГ канал-криостат для проведения облучений в активной зоне ядерного реактора при температуре жидкого азота, генераторы «холодных» и «горячих» нейтронов, автоматизированные нейтронные диффрактометры и спектрометры.
Член Уральского отделения РАН, председатель Научного совета по радиационной физике твердого тела; председатель Научного совета РАН «Радиационная физика твердого тела».
В соавторстве с другими учеными опубликованы 234 научных труда, в том числе две широко известные монографии: «Структура и магнитные свойства оксидных магнетиков, облученных быстрыми нейтронами» (1986) и «Влияние облучения на физические свойства перспективных сверхпроводников» (1989).
Под его руководством подготовлены и защищены 15 кандидатских диссертаций.

## Награды
- Заслуженный деятель науки Российской Федерации (27 августа 1992) — за заслуги в научной деятельности
- Премия имени А. Г. Столетова (2005) — за цикл работ «Эффекты сильного разупорядочения в высокотемпературных сверхпроводниках: теория и эксперимент»